# Letrilla
La letrilla es una composición poética breve, dividida en estrofas al final de las cuales se repite un mismo pensamiento en uno o más versos denominados estribillos. Se desarrolla a partir del siglo XVI.
Se trata de un poema satírico y burlesco, de tono ligero por lo general; esta es su principal diferencia respecto al villancico, con el que a veces se confunde de forma que a veces aparecen "letrillas" de tema religioso y lírico. Se componía ordinariamente en metro octosílabo, rara vez en el de seis sílabas y sus estribillos eran más cortos que los de los villancicos, a veces incluso una sola palabra. Fue un género muy cultivado entre los ingenios del Siglo de Oro. Basta recordar los ejemplos de “Ándeme  yo caliente / y ríase la gente” de Luis de Góngora o “Poderoso caballero / es don Dinero” de Francisco de Quevedo.
Formalmente se le relaciona con el villancico o con el romance. Sus estrofas pueden ser redondillas o quintillas dobles. La rima puede ser consonante o asonante, utilizando el verso de arte menor, octosílabo o hexasílabo.
Góngora escribió algunas letrillas de tipo lírico, basadas en la lírica popular. Sin embargo, lo habitual es que las letrillas se inspirasen en algún refrán y tuviesen carácter burlesco. Las letrillas satíricas más conocidas son las de Quevedo, que rápidamente eran asimiladas por el pueblo gracias a su tono popular:

Madre, yo al oro me humillo,
él es mi amante y mi amado,
pues, de puro enamorado,
anda continuo amarillo,
que pues doblón o sencillo
hace todo cuanto quiero,
poderoso caballero
Es Don Dinero.

Nace en las Indias honrado, 

Donde el mundo le acompaña; 

Viene a morir en España, 

Y es en Génova enterrado. 

Y pues quien le trae al lado 

Es hermoso, aunque sea fiero, 

Poderoso caballero 

Es don Dinero.

Son sus padres principales,
 
Y es de nobles descendiente, 

Porque en las venas de Oriente 

Todas las sangres son Reales. 

Y pues es quien hace iguales 

Al rico y al pordiosero, 

Poderoso caballero 

Es don Dinero.

¿A quién no le maravilla
 
Ver en su gloria, sin tasa, 

Que es lo más ruin de su casa 

Doña Blanca de Castilla? 

Mas pues que su fuerza humilla 

Al cobarde y al guerrero, 

Poderoso caballero 

Es don Dinero.

Es tanta su majestad,
 
Aunque son sus duelos hartos, 

Que aun con estar hecho cuartos 

No pierde su calidad. 

Pero pues da autoridad 

Al gañán y al jornalero, 

Poderoso caballero 

Es don Dinero.

Más valen en cualquier tierra 

(Mirad si es harto sagaz) 

Sus escudos en la paz 

Que rodelas en la guerra. 

Pues al natural destierra 

Y hace propio al forastero, 

Poderoso caballero 

Es don Dinero.

Francisco de Quevedo: Letrilla satírica.